# Jerome (Idaho)
Pour les articles homonymes, voir Jérôme.
La ville de Jerome est le siège du comté de Jerome, dans l’État de l’Idaho, aux États-Unis. Sa population s’élevait à 10 890 habitants lors du recensement de 2010, estimée à 11 317 habitants en 2016.
Jerome fait partie de l’agglomération de Twin Falls.

## Démographie
| 1910 | 1920  | 1930  | 1940  | 1950  | 1960  |
| ---- | ----- | ----- | ----- | ----- | ----- |
| 970  | 1 759 | 1 976 | 3 537 | 4 523 | 4 761 |

| 1970  | 1980  | 1990  | 2000  | 2010   | - |
| ----- | ----- | ----- | ----- | ------ | - |
| 4 183 | 6 891 | 6 529 | 7 780 | 10 890 | - |

## Source
- (en) Cet article est partiellement ou en totalité issu de l’article de Wikipédia en anglais intitulé « Jerome, Idaho » (voir la liste des auteurs).